# Àngels Casanovas Romeu
Àngels Casanovas Romeu (Barcelona) és arqueòloga i conservadora de museus, especialitzada en prehistòria i història antiga. Es va llicenciar en Història per la Universitat Autònoma de Barcelona, l’any 1981, i ha estat vinculada amb la generació del Boletín de Historia y Geografía del Bajo Aragón.
Ha destacat com a investigadora i divulgadora, amb un especial interès pel patrimoni cultural de Catalunya, participant en exposicions i publicant treballs sobre la història de l'arqueologia catalana i els materials prehistòrics i històrics, incloent-hi la museització de l'antiga presó de Castelló d’Empúries, estudis sobre el Castell dels Calatravos d'Alcanyís i altres.
Gran part de la seva trajectòria professional s’ha desenvolupat com a conservadora en diversos museus de Catalunya. En el Museu d'Arqueologia de Catalunya (MAC) coordina exposicions temporals i és responsable de les col·leccions visigodes. Abans, ha ocupat càrrecs com a responsable del Departament d’Educació del Museu d’Història de Sabadell i conservadora al Museu Marítim de Barcelona.
Casanovas ha estat autora de diverses publicacions en l'àmbit de l'arqueologia i la museologia. Va escriure dos catàlegs científics sobre les col·leccions del Museu Episcopal de Vic, un dedicat als Pitrals (1995) i un altre als Bronzes prehistòrics (1999). A més, va col·laborar en diversos catàlegs d’exposicions temporals, com L’Islam i Catalunya (1998), El Gust d'Ausiàs March (1997-1998) i Sucre i Borja, la canyamel dels ducs (2000). També ha participat en publicacions com La mar de Arte (2005) o Graffiti… grafits. 6000 anys de llenguatge marginal (1999).